# Coscinia processionea
Coscinia processionea là một loài bướm đêm thuộc phân họ Arctiinae, họ Erebidae.